# درة تاريك (زلاغي الشرقي)
درة تاریك (بالفارسية: دره تاریک) هي قرية تقع في إيران في قسم زلاغي الشرقي الریفي. يقدر عدد سكانها بـ 26 نسمة .